# Tour du Finistère
Tour du Finistère er et fransk endagsløb i landevejscykling som arrangeres hvert år i april. Løbet er blevet arrangeret siden 1986. Løbet er af UCI klassificeret som 1.1 og er en del af UCI Europe Tour. 

## Vindere
| År                 | Vinder                 | Toer                 | Treer                |        |
| ------------------ | ---------------------- | -------------------- | -------------------- | ------ |
| for amatører       |                        |                      |                      |        |
| 1986               | Jean-Jacques Lamour    | Philippe Tranvaux    | Philippe Dalibard    |        |
| 1987               | Philippe Dalibard      | David John Tonks     | Dominique Le Bon     |        |
| 1988               | Pierre Le Bigaut       | Philippe Quéméneur   | Bertrand Sourget     |        |
| 1989               | Philippe Dalibard      | Camille Coualan      | Eric Heulot          |        |
| 1990               | Philippe Mondory       | Stéphane Galbois     | Camille Coualan      |        |
| 1991               | Dominique Le Bon       | Jean-Louis Conan     | Frederic Galerne     |        |
| 1992               | Pierre-Henri Menthéour | Jean-Philippe Rouxel | Jean-Louis Conan     |        |
| 1993               | Dominique Le Bon       | Eric Le Rigoleur     | Pascal Le Tanou      |        |
| 1994               | Pascal Deramé          | Michel Lallouët      | David Delrieu        |        |
| 1995               | Michel Lallouët        | Anthony Morin        | Dominique Rault      |        |
| 1996               | Camille Coualan        | Dominique Rault      | Sylvain Desbois      |        |
| 1997               | Walter Bénéteau        | Christophe Faudot    | Jean-Philippe Rouxel |        |
| 1998               | Franck Trottel         | Freddy Ravaleu       | Nicolas Dumont       |        |
| 1999               | Laurent Estadieu       | Pascal Pofilet       | Michel Lallouët      |        |
| for professionelle |                        |                      |                      |        |
| 2000               | Sébastien Hinault      | Jean-Cyril Robin     | Anthony Langella     |        |
| 2001               | Franck Rénier          | Jean-Cyril Robin     | Xavier Jan           |        |
| 2002               | David Bernabéu         | Johan Coenen         | Eddy Lembo           |        |
| 2003               | Nicolas Fritsch        | Yoann Le Boulanger   | Julien Laidoun       |        |
| 2004               | Daniele Balestri       | Mickaël Buffaz       | Bert Scheirlinckx    |        |
| 2005               | Simon Gerrans          | David Moncoutié      | Jurij Trofimov       |        |
| 2006               | Sergej Kolesnikov      | Pierrick Fédrigo     | Mikel Gaztañaga      |        |
| 2007               | Niels Brouzes          | Yann Huguet          | Konstantin Klyuev    |        |
| 2008               | David Lelay            | Aleksejs Saramotins  | Rémi Pauriol         |        |
| 2009               | Dimitri Champion       | Pierrick Fédrigo     | Anthony Geslin       |        |
| 2010               | Florian Vachon         | Leonardo Duque       | Cédric Pineau        |        |
| 2011               | Romain Feillu          | Armindo Fonseca      | Sandy Casar          |        |
| 2012               | Julien Simon           | Samuel Dumoulin      | Jonathan McEvoy      |        |
| 2013               | Cyril Gautier          | Frederik Veuchelen   | Anthony Geslin       |        |
| 2014               | Antoine Demoitié       | Julien Simon         | Armindo Fonseca      |        |
| 2015               | Tim De Troyer          | Jérôme Baugnies      | Julien Simon         |        |
| 2016               | Baptiste Planckaert    | Samuel Dumoulin      | Alexandre Geniez     |        |
| 2017               | Julien Loubet          | Julien Simon         | Pierre Latour        |        |
| 2018               | Jonathan Hivert        | Romain Bardet        | Guillaume Martin     |        |
| 2019               | Julien Simon           | Andrea Vendrame      | Baptiste Planckaert  |        |
| 2020               | aflyst                 | aflyst               | aflyst               | aflyst |
| 2021               | Benoît Cosnefroy       | Sean De Bie          | Rasmus Tiller        |        |
| 2022               | Julien Simon           | Clément Venturini    | Sandy Dujardin       |        |
| 2023               | Paul Penhoët           | Sandy Dujardin       | Axel Zingle          |        |
| 2024               | Benoît Cosnefroy       | Corbin Strong        | Rudy Molard          |        |
| 2025               |                        |                      |                      |        |